# Persone di nome Edgar
| Questa pagina contiene informazioni ricavate automaticamente dalle voci biografiche con l'ausilio del template Bio e di un bot. L'aggiornamento è periodico e automatico e ricostruisce completamente la pagina. Se manca una persona in questa lista, sei pregato di non aggiungerla, ma accertati piuttosto che la sua voce biografica contenga il template Bio e che i dati anagrafici siano correttamente compilati. Se il template Bio manca, inseriscilo tu stesso o, in alternativa, metti l'avviso {{tmp\|Bio}} che ne segnala la mancanza. Se i dati riportati sono sbagliati, correggi direttamente la voce biografica; le modifiche saranno visibili in questa lista entro pochi giorni. Per chiarimenti vedi il progetto antroponimi. La lista contiene solo le 199 persone che sono citate nell'enciclopedia e per le quali è stato implementato correttamente il template Bio. Pagina aggiornata al 6 ago 2025. |

Questa è una lista di persone presenti nell'enciclopedia che hanno il nome Edgar, suddivise per attività principale.

## Allenatori di calcio(6)
- Edgar Chadwick, allenatore di calcio e calciatore inglese (Blackburn, n. 1869 - Blackburn, † 1942)
- Edgar Davids, allenatore di calcio, dirigente sportivo e ex calciatore olandese (Paramaribo, n. 1973)
- Edgar Martínez, allenatore di calcio e ex calciatore uruguaiano (Montevideo, n. 1979)
- Edgar Pérez Greco, allenatore di calcio e ex calciatore venezuelano (San Cristóbal, n. 1982)
- Edgar Schmitt, allenatore di calcio tedesco (Rittersdorf, n. 1963)
- Edgar Vidale, allenatore di calcio trinidadiano

## Allenatori di calcio a 5(1)
- Edgar Schurtz, allenatore di calcio a 5 e giocatore di calcio a 5 brasiliano (Curitiba, n. 1979)

## Altisti(1)
- Edgar Rivera, altista messicano (Agua Prieta, n. 1991)

## Antifascisti(1)
- Edgar André, antifascista tedesco (Aquisgrana, n. 1894 - Amburgo, † 1936)

## Architetti(1)
- Edgar Wood, architetto inglese (Middleton, n. 1860 - Montecalvario, † 1935)

## Arcivescovi cattolici(1)
- Edgar Peña Parra, arcivescovo cattolico venezuelano (Maracaibo, n. 1960)

## Artisti marziali(1)
- Edgar Xavier Marvelo, artista marziale indonesiano (Giacarta, n. 1998)

## Astronauti(1)
- Edgar Mitchell, astronauta statunitense (Hereford, n. 1930 - West Palm Beach, † 2016)

## Astronomi(2)
- Edgar Everhart, astronomo statunitense (Akron, n. 1920 - Bailey, † 1990)
- Edgar Rangel Netto, astronomo brasiliano

## Attivisti(1)
- Edgar Nixon, attivista statunitense (Montgomery, n. 1899 - † 1987)

## Attori(8)
- Edgar Barrier, attore statunitense (New York, n. 1907 - Los Angeles, † 1964)
- Edgar Bergen, attore e conduttore radiofonico statunitense (Chicago, n. 1903 - Paradise, † 1978)
- Edgar Buchanan, attore statunitense (Humansville, n. 1903 - Palm Desert, † 1979)
- Warren Hymer, attore statunitense (New York, n. 1906 - Los Angeles, † 1948)
- Edgar Kennedy, attore e regista statunitense (Lake San Antonio, n. 1890 - Los Angeles, † 1948)
- Edgar Selge, attore tedesco (Brilon, n. 1948)
- Edgar Selwyn, attore, commediografo e regista statunitense (Cincinnati, n. 1875 - Los Angeles, † 1944)
- McLean Stevenson, attore statunitense (Normal, n. 1927 - Los Angeles, † 1996)

## Avvocati(2)
- Edgar Herschler, avvocato e politico statunitense (Kemmerer, n. 1918 - Cheyenne, † 1990)
- Edgar Julius Jung, avvocato e scrittore tedesco (Ludwigshafen am Rhein, n. 1894 - Berlino, † 1934)

## Banchieri(1)
- Edgar de Picciotto, banchiere e imprenditore libanese (Beirut, n. 1929 - Ginevra, † 2016)

## Biochimici(1)
- Edgar Lederer, biochimico austriaco (Vienna, n. 1908 - Sceaux, † 1988)

## Bobbisti(1)
- Edgar Dietsche, bobbista svizzero († 2010)

## Canottieri(2)
- Edgar Burgess, canottiere britannico (Londra, n. 1891 - Tangeri, † 1952)
- Edgar Katzenstein, canottiere tedesco (Lisbona, n. 1879 - Amburgo, † 1953)

## Cestisti(7)
- Ed Diddle, cestista, giocatore di football americano e allenatore di pallacanestro statunitense (Gradyville, n. 1895 - Bowling Green, † 1970)
- Ed Hickey, cestista, giocatore di football americano e allenatore di pallacanestro statunitense (Reynolds, n. 1902 - Mesa, † 1980)
- Edgar Jones, ex cestista statunitense (Fort Rucker, n. 1956)
- Edgar Lacey, cestista statunitense (Los Angeles, n. 1944 - West Sacramento, † 2011)
- Edgar Padilla, ex cestista portoricano (Toa Alta, n. 1975)
- Ed Smallwood, cestista statunitense (Louisville, n. 1937 - † 2002)
- Edgar Vicedo, cestista spagnolo (Madrid, n. 1994)

## Chimici(1)
- Edgar Bain, chimico statunitense (Marion, n. 1891 - Edgeworth, † 1971)

## Chirurghi(1)
- Edgar Alexander Mearns, chirurgo, ornitologo e naturalista statunitense (Highland Falls, n. 1856 - Washington, † 1916)

## Ciclisti su strada(2)
- Edgar Buchwalder, ciclista su strada svizzero (Kleinlützel, n. 1916 - Dornach, † 2009)
- Edgardo Scappini, ciclista su strada italiano (Monselice, n. 1911 - Milano, † 2001)

## Combinatisti nordici(1)
- Edgar Vallet, combinatista nordico francese (Pontarlier, n. 2000)

## Compositori(1)
- Edgar Alandia, compositore e direttore d'orchestra boliviano (Oruro, n. 1950)

## Compositori di scacchi(1)
- Edgar D. Holladay, compositore di scacchi statunitense (Cleveland, n. 1925 - Carmel, † 2003)

## Conduttori televisivi(1)
- Edgar Lustgarten, conduttore televisivo e scrittore inglese (Manchester, n. 1907 - † 1978)

## Contrabbassisti(2)
- Eddie Gomez, contrabbassista portoricano (Santurce, n. 1944)
- Edgar Meyer, contrabbassista e compositore statunitense (Oak Ridge, n. 1960)

## Drammaturghi(1)
- Francis de Croisset, drammaturgo, librettista e scrittore belga (Bruxelles, n. 1877 - Neuilly-sur-Seine, † 1937)

## Economisti(1)
- Edgar Augustus Jerome Johnson, economista statunitense (n. 1900 - † 1972)

## Esploratori(1)
- Edgar Evans, esploratore e militare gallese (Middleton, n. 1876 - Antartide, † 1912)

## Filosofi(1)
- Edgar Morin, filosofo e sociologo francese (Parigi, n. 1921)

## Fisici(2)
- Edgar Andrews, fisico e ingegnere britannico (Didcot, n. 1932)
- Edgar Buckingham, fisico, matematico e chimico statunitense (Filadelfia, n. 1867 - Washington, † 1940)

## Generali(4)
- Edgar Erskine Hume, generale e medico statunitense (Frankfort, n. 1889 - Washington, † 1952)
- Edgar Ludlow-Hewitt, generale inglese (Eckington, n. 1886 - † 1973)
- Edgar Napoléon Henry Ney, generale e politico francese (Parigi, n. 1812 - Parigi, † 1882)
- Edgar Röhricht, generale tedesco (Liebau, n. 1892 - Linz am Rhein, † 1967)

## Giocatori di baseball(3)
- Edgar Martínez, ex giocatore di baseball statunitense (New York, n. 1963)
- Édgar Rentería, giocatore di baseball colombiano (Barranquilla, n. 1975)
- Sam Rice, giocatore di baseball statunitense (Morocco, n. 1890 - Rossmoor, † 1974)

## Giocatori di calcio a 5(1)
- Edgar Bertoni, giocatore di calcio a 5 brasiliano (Belo Horizonte, n. 1981)

## Giocatori di football americano(2)
- Edgar Bennett, ex giocatore di football americano statunitense (Jacksonville, n. 1969)
- Edgar Chandler, giocatore di football americano statunitense (Cedartown, n. 1946 - Rome, † 1992)

## Giornalisti(1)
- Edgar Snow, giornalista, scrittore e sinologo statunitense (Kansas City, n. 1905 - Eysins, † 1972)

## Giuristi(1)
- Robert Cecil, I visconte Cecil di Chelwood, giurista, politico e diplomatico britannico (Londra, n. 1864 - Haywards Heath, † 1958)

## Golfisti(1)
- Edgar Davis, golfista statunitense (Alton, n. 1873 - Phoenix, † 1927)

## Imprenditori(1)
- Edgar J. Kaufmann, imprenditore statunitense (Pittsburgh, n. 1885 - Palm Springs, † 1955)

## Informatici(1)
- Edgar F. Codd, informatico britannico (Portland, n. 1923 - Williams Island, † 2003)

## Linguisti(3)
- Edgar Charles Polomé, linguista e storico delle religioni belga (Molenbeek-Saint-Jean, n. 1920 - Houston, † 2000)
- Edgar Radtke, linguista e filologo tedesco (Grünstadt, n. 1952)
- Edgar de Wahl, linguista estone (Ol'viopol', n. 1867 - Tallinn, † 1948)

## Medici(3)
- Edgar Douglas Adrian, medico e fisiologo britannico (Londra, n. 1889 - Londra, † 1977)
- Edgar Allen, medico statunitense (Canyon City, n. 1892 - New Haven, † 1943)
- Edgar Ferdinand Cyriax, medico britannico (n. 1874 - † 1955)

## Mezzofondisti(1)
- Edgar Mountain, mezzofondista britannico (Camberwell, n. 1901 - Grahamstown, † 1985)

## Militari(1)
- Edgar Puaud, ufficiale francese (Orléans, n. 1889 - Gryfice, † 1945)

## Missionari(1)
- Edgar Aristide Maranta, missionario e arcivescovo cattolico svizzero (Poschiavo, n. 1897 - Sursee, † 1975)

## Musicisti(2)
- Edgar Froese, musicista tedesco (Tilsit, n. 1944 - Vienna, † 2015)
- Edgar Winter, musicista statunitense (Beaumont, n. 1946)

## Nuotatori(1)
- Edgar Adams, nuotatore, tuffatore e numismatico statunitense (Grafton, n. 1868 - Bayville, † 1940)

## Pallamanisti(1)
- Edgar Reinhardt, pallamanista tedesco (Mülheim an der Ruhr, n. 1914 - Città del Capo, † 1985)

## Pallanuotisti(1)
- Edgar Thiele, ex pallanuotista tedesco orientale (Berlino, n. 1938)

## Parolieri(1)
- Yip Harburg, paroliere statunitense (New York, n. 1896 - Los Angeles, † 1981)

## Pattinatori artistici su ghiaccio(1)
- Edgar Syers, pattinatore artistico su ghiaccio e dirigente sportivo britannico (Brighton, n. 1863 - Maidenhead, † 1946)

## Pianisti(1)
- Edgar Valcárcel, pianista e compositore peruviano (Puno, n. 1932 - Lima, † 2010)

## Piloti di rally(1)
- Edgar Herrmann, pilota di rally tedesco (n. 1932)

## Piloti motociclistici(1)
- Edgar Pons, pilota motociclistico spagnolo (Barcellona, n. 1995)

## Pistard(1)
- Dunc Gray, pistard australiano (Goulburn, n. 1906 - Kiama, † 1996)

## Pittori(3)
- Edgar Chahine, pittore, illustratore e incisore francese (Vienna, n. 1874 - Parigi, † 1947)
- Edgar Mrugalla, pittore tedesco (Berlino, n. 1938 - Düsseldorf, † 2016)
- Edgar Müller, pittore tedesco (Mülheim an der Ruhr, n. 1968)

## Poeti(2)
- Edgar Bowers, poeta statunitense (Rome, n. 1924 - San Francisco, † 2000)
- Edgar Lee Masters, poeta, scrittore e avvocato statunitense (Garnett, n. 1868 - Melrose Park, † 1950)

## Politici(6)
- Edgar Lungu, politico zambiano (Ndola, n. 1956 - Pretoria, † 2025)
- Edgar Raoul-Duval, politico e magistrato francese (Laon, n. 1832 - Monte Carlo, † 1887)
- Edgar Sanabria, politico venezuelano (Caracas, n. 1911 - Caracas, † 1989)
- Edgar Savisaar, politico estone (Harku, n. 1950 - Tallinn, † 2022)
- Edgar von Westphalen, politico tedesco (Treviri, n. 1819 - Berlino, † 1890)
- Edgar Whitcomb, politico statunitense (Hayden, n. 1917 - Rome, † 2016)

## Psicologi(1)
- Edgar Schein, psicologo statunitense (Zurigo, n. 1928 - Palo Alto, † 2023)

## Pugili(3)
- Edgar Basel, pugile tedesco (Mannheim, n. 1930 - † 1977)
- Edgar Berlanga, pugile statunitense (Brooklyn, n. 1997)
- Edgar Puerta, pugile messicano (Sinaloa, n. 1982)

## Registi(9)
- Edgar Honetschläger, regista e sceneggiatore austriaco (Linz, n. 1967)
- Edgar Jones, regista, attore e produttore cinematografico statunitense (n. 1874 - Los Angeles, † 1958)
- Edgar Lewis, regista, attore e sceneggiatore statunitense (Holden, n. 1869 - Los Angeles, † 1938)
- Edgar Neville, regista, scrittore e pittore spagnolo (Madrid, n. 1899 - † 1967)
- Edgar Reitz, regista e sceneggiatore tedesco (Morbach, n. 1932)
- Eddie Romero, regista e sceneggiatore filippino (Dumaguete, n. 1924 - Quezon City, † 2013)
- Raymond Rouleau, regista e attore belga (Bruxelles, n. 1904 - Parigi, † 1981)
- Edgar G. Ulmer, regista, scenografo e sceneggiatore austriaco (Olomouc, n. 1904 - Woodland Hills, † 1972)
- Edgar Wright, regista, sceneggiatore e produttore cinematografico britannico (Poole, n. 1974)

## Scacchisti(1)
- Edgar Colle, scacchista belga (Gand, n. 1897 - † 1932)

## Scenografi(1)
- E. Preston Ames, scenografo statunitense (San Mateo, n. 1906 - Los Angeles, † 1983)

## Schermidori(2)
- Edgar Amphlett, schermidore britannico (Dorchester, n. 1867 - Chelsea, † 1931)
- Edgar Seligman, schermidore britannico (San Francisco, n. 1867 - Londra, † 1958)

## Scrittori(11)
- Edgar Borges, scrittore venezuelano (Caracas, n. 1966)
- Edgar Rice Burroughs, scrittore statunitense (Chicago, n. 1875 - Encino, † 1950)
- Edgar Faure, scrittore, politico e giurista francese (Béziers, n. 1908 - Parigi, † 1988)
- Edgar Hilsenrath, scrittore tedesco (Lipsia, n. 1926 - Wittlich, † 2018)
- Edgar Hoffmann Price, scrittore statunitense (Fowler, n. 1898 - Redwood City, † 1988)
- Edgar Jepson, scrittore inglese (Kenilworth, n. 1863 - Hampstead, † 1938)
- Edgar Kupfer-Koberwitz, scrittore tedesco (Kobierzyce, n. 1906 - Stoccarda, † 1991)
- Edgar Pangborn, scrittore statunitense (New York, n. 1909 - Bearsville, † 1976)
- Edgar Allan Poe, scrittore, poeta e critico letterario statunitense (Boston, n. 1809 - Baltimora, † 1849)
- Edgar V. Saks, scrittore e storico estone (Tartu, n. 1910 - Montréal, † 1984)
- Edgar Saltus, scrittore statunitense (n. 1855 - † 1921)

## Scultori(1)
- Bertram Mackennal, scultore e medaglista australiano (Melbourne, n. 1863 - Torquay, † 1931)

## Sensitivi(1)
- Edgar Cayce, sensitivo statunitense (Hopkinsville, n. 1877 - Virginia Beach, † 1945)

## Sociologi(2)
- Edgar Pieterse, sociologo e politologo sudafricano (Città del Capo, n. 1968)
- Edgar Zilsel, sociologo e storico della scienza austriaco (Vienna, n. 1891 - Oakland, † 1944)

## Storici(2)
- Edgar Feuchtwanger, storico tedesco (Monaco di Baviera, n. 1924)
- Edgar Quinet, storico, scrittore e politico francese (Bourg-en-Bresse, n. 1803 - Versailles, † 1875)

## Storici dell'arte(1)
- Edgar Wind, storico dell'arte tedesco (Berlino, n. 1900 - Londra, † 1971)

## Tennisti(2)
- Edgar Moon, tennista australiano (Forest Hill, n. 1904 - Brisbane, † 1976)
- Edgar Leonard, tennista statunitense (West Newton, n. 1881 - New York, † 1948)

## Teologi(1)
- Edgar J. Goodspeed, teologo e biblista statunitense (Quincy, n. 1872 - † 1962)

## Tiratori di fune(1)
- Edgar Aabye, tiratore di fune danese (Helsingør, n. 1865 - Copenaghen, † 1941)

## Truffatori(1)
- Edgar Laplante, truffatore statunitense (Pawtucket, n. 1888 - Phoenix, † 1944)

## Velocisti(2)
- Edgar Ablowich, velocista statunitense (Greenville, n. 1913 - Virginia Beach, † 1998)
- Edgar Itt, ex velocista tedesco (Gedern, n. 1967)

## Vescovi cattolici(1)
- Edgar Moreira da Cunha, vescovo cattolico brasiliano (Riachão do Jacuípe, n. 1953)

## Violinisti(1)
- Edgar Ortenberg, violinista ungherese (Odessa, n. 1900 - Filadelfia, † 1996)

## Zoologi(1)
- Edgar Ravenswood Waite, zoologo, ornitologo e erpetologo britannico (Leeds, n. 1866 - Hobart, † 1928)

## Senza attività specificata(2)
- Edgar Grospiron, ex sciatore freestyle francese (Lélex, n. 1969)
- Edgard Pisani, funzionario |Attività2 = politico francese (Tunisi, n. 1918 - Parigi, † 2016)